# Musik konkret
Musik konkret bzw. mit vollständigem Titel Musik konkret: Quellentexte und Abhandlungen zur russischen Musik des 19. und 20. Jahrhunderts ist eine musikwissenschaftliche Buchreihe mit Quellentexten und Abhandlungen zur russischen Musik des 19. und 20. Jahrhunderts. Sie erscheint in Berlin im Verlag Ernst Kuhn seit 1992. Die Reihe umfasst inzwischen 20 Bände. Die folgende Übersicht erhebt keinen Anspruch auf Aktualität oder Vollständigkeit.

## Übersicht
- 1 Meine Erinnerungen an Peter Tschaikowski. Nikolai Kaschkin[2] 1992
- 2 Alexander Borodin. 1992
- 3 Die russischen Fünf. 1992
- 4 Meine Freunde Alexander Borodin und Modest Mussorgski. Stasov, Vladimir V. 1993
- 5 Peter Tschaikowsky. 1993
- 6 Meine Erinnerungen an 50 Jahre russischer Musik. 1993
- 7 Tschaikowsky aus der Nähe. 1994
- 8 Modest Mussorgsky.  Wjatscheslaw Karatygin. 1995
- 9 Die Musik in Rußland. Asafʹev, Boris Vladimirovič 1998
- 10 Musikalische Essays und Erinnerungen. Čajkovskij, Pëtr Ilʹič. 2000
- 11 Anton Arensky – Komponist im Schatten Tschaikowskys. 2001
- 12 Nikolai Rimsky-Korsakow, Zugänge zu Leben und Werk. 2000
- 13 Rachmaninow aus der Nähe. 2003
- 14 Erinnerungen an Alexander Skrjabin. Sabaneev, Leonid L. 2005
- 15 Anatoli Ljadow. Alexander Alexejew 2006
- 16 Sergej Rachmaninow.  Alexander Alexejew 2007
- 17 Alexander Skrjabin. Sabaneev, Leonid L. 2006
- 18 Die Opern Nikolai Rimsky-Korsakows. Neef, Sigrid. 2008
- 19 Das Buch über Strawinsky. Asafʹev, Boris Vladimirovič. 2013
- 20 Igor Strawinsky. Savenko, Svetlana I. 2014